# Arrondissements de la Lozère

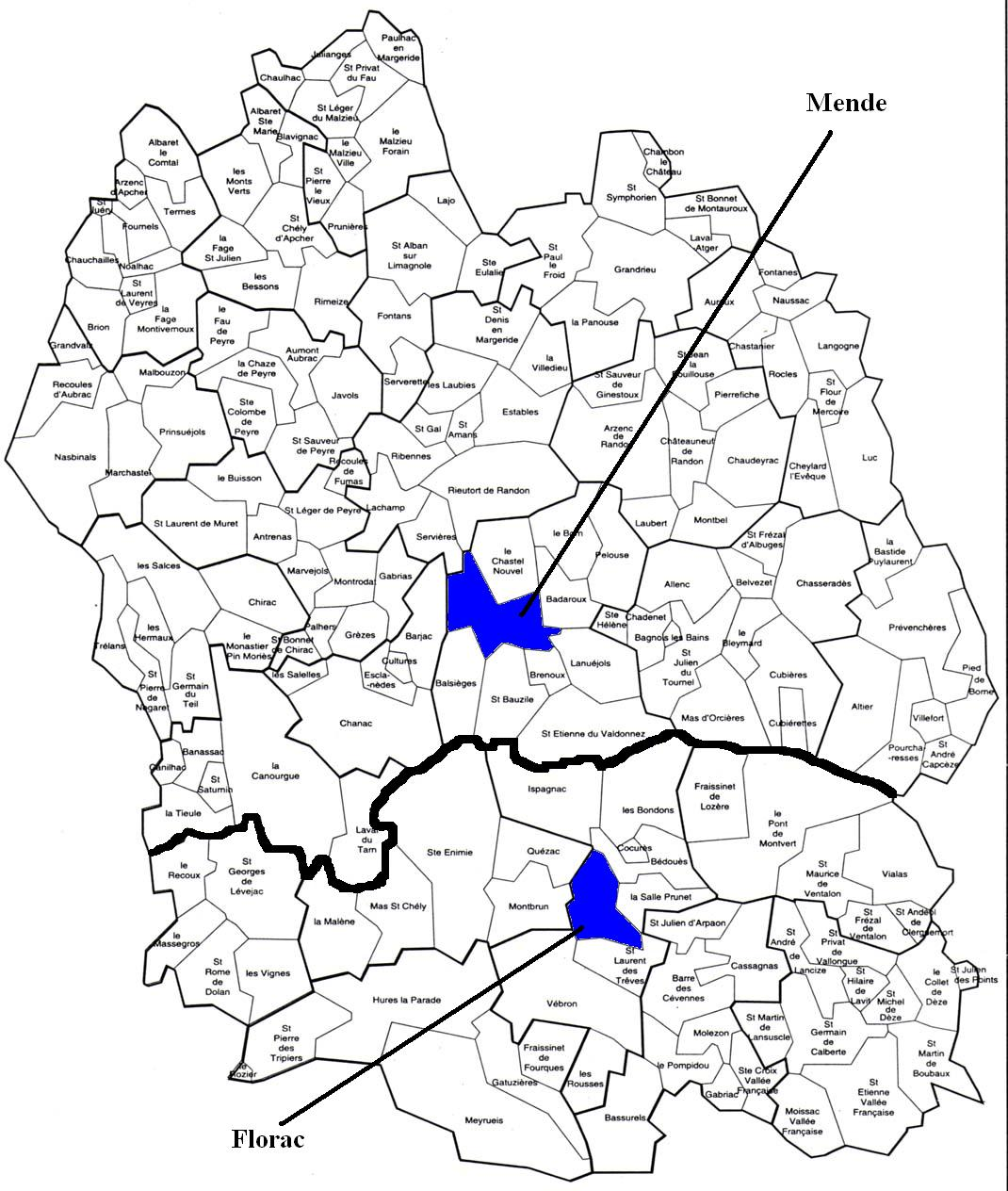
Les deux arrondissements de la Lozère.

Le département de la Lozère comprend deux arrondissements.

## Composition
| Nom                      | Code Insee | Superficie (km2) | Population (dernière pop. légale) | Densité (hab./km2) | Modifier             |
| ------------------------ | ---------- | ---------------- | --------------------------------- | ------------------ | -------------------- |
| Arrondissement de Florac | 481        | 1 687,50         | 13 093 (2022)                     | 7,8                | modifier les données |
| Arrondissement de Mende  | 482        | 3 479,40         | 63 410 (2022)                     | 18                 | modifier les données |
| Lozère                   | 48         | 5 167,00         | 76 503 (2022)                     | 15                 | modifier les données |

## Histoire
- 1790 : création du département de la Lozère avec sept districts : Florac, Langogne, Marvejols, Mende, Meyrueis, Saint-Chély, Villefort
- 1800 : création des arrondissements : Florac, Marvejols, Mende
- 1926 : suppression de l'arrondissement de Marvejols